# Chytriomyces hyalinus
Chytriomyces hyalinus är en svampart. Chytriomyces hyalinus ingår i släktet Chytriomyces och familjen Chytridiaceae.

## Underarter
Arten delas in i följande underarter:
- granulatus
- hyalinus